# 竹東惠昌宮
竹東惠昌宮，又稱竹東三山國王廟，為釋、道混合廟宇，除主神三山國王外，陪祀觀世音菩薩、地藏王菩薩、三寶佛等，坐落於台灣新竹縣竹東鎮東寧路，廟宇佔地約三百六十二坪，為竹東當地鎮民信仰中心。主祀三山國王：三山神，即廣東潮州府揭陽縣巾山、明山、獨山三座山的山神 ，相傳惠昌宮係分靈自芎林廣福宮，所以每年都要以一副豬羊回「祖廟」祭拜，後來因故作罷，建於清嘉慶十五年（西元1810年）。而後，道光、同治，兩度修廟。廟內至今仍有淡水同知李慎彝題匾；「植良鋤莠」。

## 歷史沿革
- 1810年(嘉慶15年) 8月由「金惠成」懇號業佃，為求庇祐、擴懇順利而創建；由廣東省潮州府揭揚縣霖田都恭迎三山國王駕鎮奉祀[3]。
- 1821年(道光元年) 第一次重修改建。
- 1870年(同治9年) 第二次重修改建。
- 1920年(大正9年) 第三次重修改建。
- 1970年(民國59年) 第四次重修改建，終成今日之堂煌之廟殿。
- 1972年(民國61年) 由管理委員制改為財團法人制。
- 1979年(民國68年) 於右側增建伯公廳，一樓供奉土地公，二樓供奉地藏王菩薩。
- 1981年(民國70年) 於左側增建觀音廳，並改「國王宮」為「惠昌宮」，其寓意為「惠民昌茂」之意。
- 2023年(民國112年)進行重脩廟門、惠昌宮大殿正面石雕等翻新工程，同年底竣工。

## 祀神
主神
- 三山國王

陪祀
- 三官大帝
- 九天玄女
- 天上聖母
- 關聖帝君
- 孚佑帝君
- 註生娘娘
- 三寶佛
- 觀音菩薩
- 地藏菩薩
- 晉封威靈公新竹都城隍
- 值年太歲星君
- 至聖先師
- 巧聖先師
- 福德正神
- 粵東褒忠義民爺等。

## 外部連結
- 竹東惠昌宮的Facebook專頁